# Liste der Bodendenkmäler in Feldafing
Auf dieser Seite sind die Bodendenkmäler in der oberbayerischen Gemeinde Feldafing zusammengestellt. Diese Tabelle ist eine Teilliste der Liste der Bodendenkmäler in Bayern. Grundlage ist die Bayerische Denkmalliste, die auf Basis des Bayerischen Denkmalschutzgesetzes vom 1. Oktober 1973 erstmals erstellt wurde und seither durch das Bayerische Landesamt für Denkmalpflege geführt wird. Die folgenden Angaben ersetzen nicht die rechtsverbindliche Auskunft der Denkmalschutzbehörde.

## Bodendenkmäler in Feldafing
| Lage                            | Objekt | Akten-Nr.     | Bild           |
| ------------------------------- | --- | ------------- | -------------- |
| (Standort)                      | Grabhügel vorgeschichtlicher Zeitstellung. | D-1-8033-0049 |                |
| (Standort)                      | Siedlung des Jung- und Spätneolithikums (u. a. Münchshöfener Kultur, Altheimer Kultur, Chamer Kultur), der Bronzezeit, der Urnenfelderzeit, der Hallstattzeit, der frühen und späten Latènezeit sowie Burgstall, Brückenbauwerke und profanierte Kirche mit Bestattungen des hohen und späten Mittelalters (Roseninsel). | D-1-8033-0058 | weitere Bilder |
| Am Kirchplatz 10 (Standort)     | Untertägige mittelalterliche und frühneuzeitliche Befunde im Bereich der katholischen Filialkirche St. Peter und Paul in Feldafing. | D-1-8033-0179 | weitere Bilder |
| Franz-Eisele-Allee 1 (Standort) | Untertägige frühneuzeitliche Befunde im Bereich von Schloss Garatshausen mit zugehörigem Wirtschaftshof und abgegangenen Nebengebäuden. | D-1-8033-0181 | weitere Bilder |